# ちしゃ医者
『ちしゃ医者』（ちしゃいしゃ）は、上方落語の演目。別題として『駕籠医者』（かごいしゃ）。
往診に呼ばれた藪医者がその必要がなくなって、乗ってきた駕籠の担ぎ手が足りなくなり、困ったところに下肥の桶を持った農民が担ぐ代わりに駕籠に肥桶を乗せたことで起きる騒動を描く。『からし医者』『代脈』『夏の医者』『犬の目』と同工異曲の内容である。
宇井無愁は原話（藪医者を扱った小咄）として、安永6年（1777年）の『春帒（はるぶくろ）』所収「藪医者」および天明2年（1782年）の『わらひ初』所収「いしや」を挙げている（いずれも医者に蹴られる方が手にかかるよりまし、という内容）。
前記の通り上方落語の演目であるが、江戸落語（東京）でも3代目三遊亭圓馬から4代目柳家小さんに伝えられ、演じられるようになった。

## あらすじ
深夜、村人が藪医者の赤壁周庵のもとへ急患だから来てくれとやってくる。口の悪い下男久助は「うちの先生に診てもうたらかえって命危ないで。」と断るが、「いや、もう死にかけてんねんけど、最後の脈を取ってもらう医者が要るんで、誰でもよろしいねん。」それを聞いて周庵先生、久助と村人に駕籠を担がせて往診に行く。
途中で病人が死んだことがわかり、村人は「もう先生要りませんよって、さいなら。」と周庵と久助を置いて帰ってしまう。
「弱ったなあ。これじゃあ駕籠担ぐ奴おらんで。」
「何言うてまんねん。先生片棒担ぎなはれ。」
「何じゃ。ワシが担がんとあかんのかいな。」
大弱りのところへ下肥組の百姓が来かかり「わしが代わりに担ぐよって先生駕籠に入ってなされ。」と声をかける。「ああ。そらすまんな。」と喜ぶのもつかの間、「かわりに肥の入った桶、駕籠に入れさしとくんなされ。」
「これ何するのじゃ。」医者は臭気のただよう桶を抱えて駕籠に入る羽目に、しかも揺れるたびに桶の中身が跳ねるので医者は閉口する。
百姓は手水を汲むために立ち寄った家の婆さんに、手水汲むお礼に何を呉れるのかと尋ねられる。「いや。今日は何もないねん。駕籠に医者がおるだけじゃ。」と返事するが「医者」と「ちしゃ」（レタス）と聞き間違えた婆さん、駕籠の扉をあけ桶に手をつっこんで中身を周庵の顔につけてしまい、怒った周庵が婆さんを蹴り倒す騒ぎとなる。
婆さんの「アニよ。助けて。」の悲鳴に息子が飛び出し、周庵を駕籠から引きずり出して殴りつける。
「これ、何しゃさんす。痛いがな。」
「おのれは何さらす！母じゃ人に足かけくさって！」と怒るのを
久助が「足でよかった。手にかかったら、命がないで。」

## 主な演者
初代桂春団治による医者の咳払い「ダッフンダー!」は、これを2代目桂枝雀が受け継ぎ、さらに志村けんによる「だっふんだ」へと伝わっている。演者としてはほかに6代目笑福亭松鶴がいる。